# Смит, Сэмми
Сэмми Смит (англ. Sammy Smyth; 1929, Белфаст — 1976, Белфаст) — североирландский лоялистский политик и профсоюзный деятель, один из лидеров радикального крыла ольстерских юнионистов. Руководящий активист Ассоциации обороны Ольстера (UDA), выступал публичным представителем и спикером UDA. Был одним из лидеров юнионистского профсоюзного движения. Убит ирландскими республиканскими боевиками в ходе Ольстерского конфликта.

## Рабочий-лоялист
Родился в протестантской рабочей семье. В молодости работал на судоверфях Harland & Wolff, приобрёл навыки профсоюзной деятельности.
С юности Сэмми Смит воспитывался в атмосфере британского лоялизма и ольстерского юнионизма. Участвовал в столкновениях с ирландскими католиками-республиканцами. Сформировал отряд протестантской самообороны против ИРА. Конфликтовал также с британскими властями и военными, препятствовавшими как республиканским, так и оранжистским боевикам.

## Спикер UDA
В сентябре 1971 года Сэмми Смит стал одним из соучредителей Ассоциации обороны Ольстера (UDA). Быстро выдвинулся как оратор, специализировался на публичных выступлениях от имени UDA. Редактировал бюллетень Ассоциации. Состоял в Авангардной прогрессивной юнионистской партии и руководстве юнионистского профсоюза Совет рабочих Ольстера (UWC).
Идеология Сэмми Смита, наряду с оранжизмом и антикоммунизмом, носила выраженные популистские и лейбористские черты. Смит постоянно подчёркивал рабочий классовый характер UDA. Его взгляды сравнивались с идеями белого национализма, но расовый признак заменялся конфессионально-протестантским.
Выступления Смита выдерживались в духе крайне правого лоялизма и юнионизма. Он призывал к войне против ИРА и её сторонников, а том числе «пассивно сочувствующих». Для его текстов было характерно манипулирование историческими фактами в антиирландском и антикатолическом ключе (например, он утверждал, будто Пасхальное восстание благословил Папа Римский Бенедикт XV, или что цвета ирландского флага подобраны в Ватикане).
В то же время Смит пользовался возможностями наладить контакт с католиками, хотя бы относительно лояльными Великобритании. Он выступал на политических дискуссиях в Университетском колледже Дублина и в Ирландском национальному университете. Этому способствовали лёгкий характер и личная коммуникабельность Смита. По данному признаку «круглолицый весельчак» Сэмми Смит противопоставлялся многим соратникам-оранжистам, прежде всего «хмурому атлету» Томми Херрону.

## Организатор забастовки
Позиции Сэмми Смита в юнионистском движении усилились в 1973 году (особенно после гибели Херрона). Наряду с публичной политикой, профсоюзной деятельностью и информационным обеспечением, Смит стал силовиком UDA в бригаде Западного Белфаста (во главе бригады стоял основатель UDA Чарльз Хардинг Смит).
Сэмми Смит в сотрудничестве с председателем UDA Энди Тайри и Дэвидом Тримблом сыграл видную роль во всеобщей забастовке мая 1974 года, организованной UWC. 17 мая 1974, на третий день забастовки, узнав о терактах в Ирландии, Сэмми Смит заявил:

Я очень рад взрывам в Дублине. Идёт война со Свободным государством, и теперь мы смеёмся над ними.

Однако взрывы в Дублине и Монахане были совершены Ольстерскими добровольческими силами (UVF), с которыми UDA находилась в сложных конкурентных отношениях. Поэтому за поддержку этих терактов Смит был подвергнут избиению и временно отстранён от функций спикера UDA. Конкуренция между UDA и UVF исключала выражение взаимных симпатий.
В 1975 году Сэмми Смит в составе делегации UDA побывал в США. В Амхерсте он участвовал в конференции о политических перспективах Северной Ирландии. В своём докладе Смит пытался совместить риторику лоялизма и оранжизма с признанием принципа всеобщности гражданских прав.
На следующий год риторика Смита резко ужесточилась. В интервью студенческому изданию он заявил, что в «Северной Ирландии идёт война, а на войне нет невинных» — это означало оправдание терактов UDA. Он также сказал, что в протестантском североирландском государстве не будет места католикам. Но при этом он регулярно посещал ирландские католические кварталы, занимаясь решением социальных, особенно жилищных вопросов по профсоюзной линии.

## Покушение и убийство
Физическое устранение Сэмми Смита планировалось с двух сторон — UVF и ИРА. В начале 1976 дом Смита атаковали боевики UVF, но Смит получил лишь лёгкие травмы.
10 марта 1976 Сэмми Смит был убит боевиками ИРА в доме его сестры.